# IC 5371
IC 5371 — галактика типу S0 (спіральна галактика) у сузір'ї Андромеда.
Цей об'єкт міститься в оригінальній редакції індексного каталогу.